# Alexander Kolb (Generalleutnant)
Alexander Kolb (* 12. Mai 1891 in Mainz; † 4. April 1963 in Darmstadt) war ein deutscher Offizier, zuletzt Generalleutnant der Luftwaffe im Zweiten Weltkrieg.

## Leben
Kolb trat 1909 als Fahnenjunker in das Fußartillerie-Regiment „General-Feldzeugmeister“ Nr. 3 der Preußischen Armee ein. Nach kurzer Verwendung als Adjutant des Generals der Fußartillerie der Festung Mainz wurde er 1915 Batterieführer im Fußartillerie-Regiment „General-Feldzeugmeister“ Nr. 3. 1918 wurde er Kommandeur des Fußartillerie-Bataillons Nr. 32. Mit Ende des Ersten Weltkrieges fand er ab 1920 Verwendung im Polizeidienst. Er war unter anderem Kommandeur der Landespolizei der Abteilung Worms.
1935 wechselte er zur Luftwaffe über. 1937 wurde er Kommandeur des Flakregiments 13, 1938 Kommandeur des Luftverteidigungs-Kommandos 2 in Stettin. 1939 übernahm Kolb das Luftverteidigungs-Kommando 6 in Hannover und wurde Flakartillerie-Kommandeur beim Luftgau XI. 1941 wurde er Kommandeur des Luftverteidigungskommandos 8, ab 1942 Offizier z. b. V. des Reichsluftfahrtministeriums vom 1. Juli 1941 bis 31. Mai 1943. Zum 31. Mai 1943 wurde er in Ruhestand versetzt.